# La guerra en casa
La guerra en casa es el décimo cuarto capítulo de la segunda temporada de la serie dramática El ala oeste.

## Argumento
El intento de rescate de los agentes de la DEA es un desastre: resulta ser una emboscada en la que mueren nueve militares. Al parecer el traslado de los prisioneros era falso, y tras un grave error de inteligencia, el helicóptero que transportaba a los marines es derribado por un misil tierra-aire. El presidente de Colombia ofrece su ayuda con un intercambio de prisioneros: los agentes por un jefe de la mafia de la cocaína. El Presidente Bartlet se niega oficialmente, pero luego, junto a Leo lo acepta en secreto, para que sea la CIA la encargada de eliminar al capo de la droga.
Ainsley Hayes tiene otra oportunidad de ver al presidente, esta vez en el despacho de Leo McGarry. Nerviosa, se retira al servicio, confundiendo un armario del despacho con los aseos. En ese momento llegará el presidente para volver a hablar con ella, en otro desafortunado encuentro. 
Por otro lado, termina la encuesta sobre control de armas, con un resultado inadecuado para Josh: algunos distritos electorales esenciales están en contra de la parte del discurso referente al control de armas. Finalizado el trabajo, Joel Lucas le dirá, de forma sutil, que no le importaría nada salir con él. Para terminar, la primera dama sigue enfadada con su marido por la posible reelección, marchándose unos días en viaje oficial.

## Comentarios
- El capítulo es una reflexión sobre un hecho histórico: el 4 de agosto de 1964, el presidente Lyndon Johnson hizo que comenzara la Guerra de Vietnam. El presidente Bartlet intenta evitar otro Vietnam esta vez en Colombia, contra las FARC.
- En un especial de El ala oeste se comenta que la anécdota de Ainsley Hayes ocurrió realmente con un invitado a la Casa Blanca, especialmente nervioso ante la grandeza de la situación.
- Más de cincuenta hombres y mujeres de los guardacostas de los Estados Unidos prestaron su ayuda para el rodaje de la escena final de honores a los soldados muertos en Colombia. El ejército prestó, asimismo, un avión C-130 de la Base Aérea de Sacramento

## Premios
- Stockard Channing fue nominada para los Premios Emmy como mejor actriz de reparto para el conjunto de su participación durante la segunda temporada de la serie.[1][2]

## Enlaces
- Ficha en FormulaTv
- Enlace al Imdb
- Guía del Episodio (en inglés)